# Garancières-en-Beauce
Garancières-en-Beauce és un municipi francès, situat al departament de l'Eure i Loir i a la regió de Centre – Vall del Loira. L'any 2007 tenia 223 habitants.

## Demografia

### Població
El 2007 la població de fet de Garancières-en-Beauce era de 223 persones. Hi havia 82 famílies, de les quals 16 eren unipersonals (12 homes vivint sols i 4 dones vivint soles), 27 parelles sense fills, 31 parelles amb fills i 8 famílies monoparentals amb fills.
La població ha evolucionat segons el següent gràfic:
Habitants censats

### Habitatges
El 2007 hi havia 100 habitatges, 84 eren l'habitatge principal de la família, 10 eren segones residències i 6 estaven desocupats. 98 eren cases i 2 eren apartaments. Dels 84 habitatges principals, 75 estaven ocupats pels seus propietaris, 8 estaven llogats i ocupats pels llogaters i 1 estava cedit a títol gratuït; 3 tenien dues cambres, 14 en tenien tres, 20 en tenien quatre i 47 en tenien cinc o més. 67 habitatges disposaven pel capbaix d'una plaça de pàrquing. A 32 habitatges hi havia un automòbil i a 48 n'hi havia dos o més.

### Piràmide de població
La piràmide de població per edats i sexe el 2009 era:
| Homes | Edats   | Dones |
| ----- | ------- | ----- |
| 0     | 95 o +  | 0     |
| 0     | 90 a 94 | 0     |
| 0     | 85 a 89 | 0     |
| 0     | 80 a 84 | 0     |
| 0     | 75 a 79 | 0     |
| 4     | 70 a 74 | 8     |
| 0     | 65 a 69 | 0     |
| 12    | 60 a 64 | 8     |
| 4     | 55 a 59 | 4     |
| 16    | 50 a 54 | 12    |
| 4     | 45 a 49 | 12    |
| 12    | 40 a 44 | 8     |
| 4     | 35 a 39 | 8     |
| 12    | 30 a 34 | 8     |
| 0     | 25 a 29 | 12    |
| 0     | 20 a 24 | 4     |
| 8     | 15 a 19 | 16    |
| 8     | 10 a 14 | 12    |
| 24    | 5 a 9   | 8     |
| 8     | 0 a 4   | 8     |

## Economia
El 2007 la població en edat de treballar era de 151 persones, 113 eren actives i 38 eren inactives. De les 113 persones actives 101 estaven ocupades (51 homes i 50 dones) i 13 estaven aturades (8 homes i 5 dones). De les 38 persones inactives 24 estaven jubilades, 9 estaven estudiant i 5 estaven classificades com a «altres inactius».

### Ingressos
El 2009 a Garancières-en-Beauce hi havia 84 unitats fiscals que integraven 233 persones, la mediana anual d'ingressos fiscals per persona era de 23.141 €.

### Activitats econòmiques
Dels 40 establiments que hi havia el 2007, 2 eren d'empreses alimentàries, 1 d'una empresa de fabricació d'altres productes industrials, 2 d'empreses de construcció, 16 d'empreses de comerç i reparació d'automòbils, 4 d'empreses de transport, 2 d'empreses d'hostatgeria i restauració, 3 d'empreses financeres, 5 d'empreses immobiliàries, 4 d'empreses de serveis i 1 d'una empresa classificada com a «altres activitats de serveis».
Dels 3 establiments de servei als particulars que hi havia el 2009, 1 era una fusteria i 2 agències immobiliàries.
Dels 7 establiments comercials que hi havia el 2009, 3 eren supermercats, 1 una peixateria, 1 una llibreria, 1 una botiga d'electrodomèstics i 1 una joieria.
L'any 2000 a Garancières-en-Beauce hi havia 10 explotacions agrícoles.

## Poblacions més properes
El següent diagrama mostra les poblacions més properes.